# Chart perski
Chart perski (oryginalna nazwa saluki) – rasa psa zaliczana do grupy chartów i do psów pierwotnych, wyhodowana prawdopodobnie w starożytności w krajach arabskich, użytkowana początkowo do polowań na gazele, obecnie jako pies-towarzysz. Typ chartowaty.

## Klasyfikacja FCI
W klasyfikacji FCI rasa ta została zaliczona do grupy X – charty, sekcja charty długowłose. Istnieją dwie odmiany tej rasy: długowłosa i krótkowłosa, która jest bardzo rzadko spotykana. Obydwie są oceniane na wystawach wspólnie. Psy z tej rasy nie podlegają próbom pracy.

## Rys historyczny
Nazwa charta perskiego saluki pochodzi od starego miasta położonego w południowej Arabii. Zasięg występowania przodków tego charta sięgał od Etiopii i zachodnich części Afryki po Indie, Afganistan oraz środkowoazjatyckie stepy. Saluki tak jak dawniej, także dzisiaj jest wykorzystywany do polowań (w zależności od regionu) na gazele, antylopy i zające. Do Europy charty z orientu trafiły w czasach wypraw krzyżowych. Udokumentowane wzmianki o występowaniu tej rasy w Anglii odnoszą się do roku 1840, jednak wtedy chart ten nie zyskał większego zainteresowania ze strony Anglików. Dopiero w roku 1874 dwa charty perskie trafiły do księgi Kennel Clubu.

## Charakter i temperament
Zrównoważone, lojalne i wrażliwe. Nieufne wobec obcych. Mają silny instynkt myśliwski.

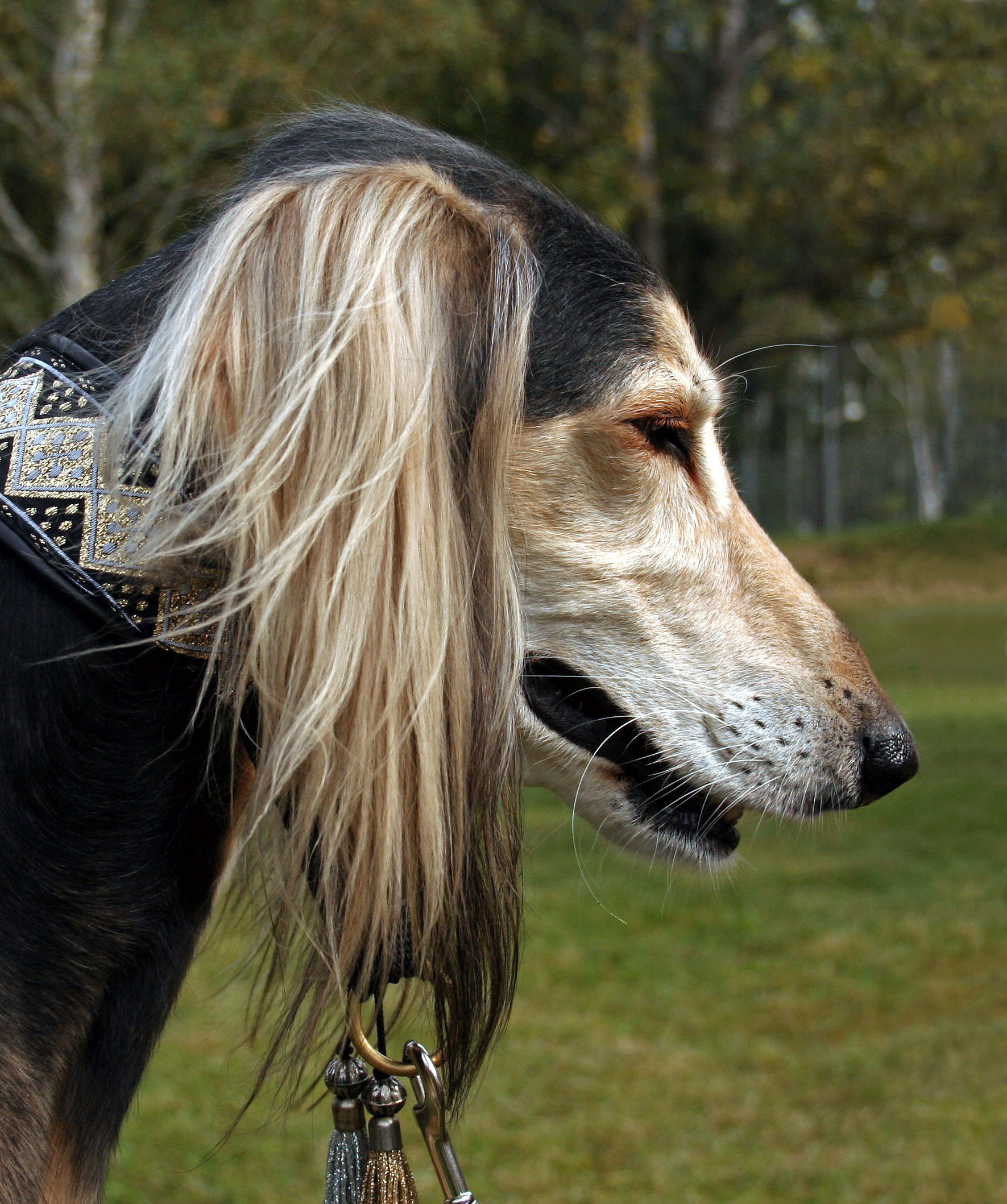
Głowa charta perskiego z profilu

## Szata i umaszczenie
Sierść gładka, jedwabista; pióra na uszach, łapach i ogonie; umaszczenie białe, piaskowe, kremowe, złote, rude, szaroczarne, trójkolorowe (czarno-biało-brązowe), czarne z brązowym. Najbardziej charakterystycznym i poszukiwanym dla tej rasy jest umaszczenie grizli. Oprócz saluków długowłosych występują sauki krótkowłose. Mają bardzo krótką sierść i brak frędzli na ogonie oraz długich włosów na uszach. Typ jest uznawany przez FCI i spotykany na wystawach w Niemczech i Francji. Część hodowców uważa, że krótkowłose saluki są lepsze na coursingach i wyścigach.

## Zdrowie i pielęgnacja
Psy tej rasy mają skłonność do dysplazji stawów biodrowych. Są wrażliwe na zimno. Niezbyt długi włos saluki nie wymaga specjalnej pielęgnacji. Staranne rozczesywanie dłuższych włosów na ogonie, uszach i łapach pozwala uniknąć filców, czasami trudnych do usunięcia.
Kąpiel z użyciem szamponu zalecana jest dość rzadko, zamiast niej pożądane jest staranne wymasowanie całego ciała wilgotną rękawicą. Wrażliwe uszy wymagają systematycznego oczyszczania, aby zapobiec zapaleniu.
Oczy są podatne na zapalenie spojówek.